# Observator
| Оценки критиков      | Оценки критиков |
| Источник             | Оценка          |
| -------------------- | --------------- |
| Metacritic           | 73 / 100        |
| AllMusic             | [ 2 ]           |
| The A.V. Club        | B               |
| Consequence of Sound | [ 4 ]           |
| Rolling Stone        | [ 5 ]           |

Observator (рум. Observator перевод на рус. Наблюдатель) — шестой студийный альбом группы The Raveonettes, выпущенный лейблом Vice Records 11 сентября 2012 года.

## Об альбоме
Музыкант Суне Роуз Вагнер отправился на пляж Венис-Бич, чтобы набраться вдохновения для нового альбома. Из-за депрессии, которую он испытывал по причине травмы спины, получил трёхдневное лечение наркотиками и алкоголем. Песни на альбоме вдохновлены наблюдениями людей, с которыми он познакомился в тот период времени. Альбом записывался в трёх студиях лично Вагнером которому ассистировал звукорежиссёр Алонзо Варгас. Они же вдоём работали и над сведением, мастеринг в свою очередь был отдан звукорежиссёру Джо ЛаПорте из студии The Lodge (Нью-Йорк). Основными продюсерами альбома стали Вагнер и Ричард Готтерер роль сопродюсера взяла на себя Шэрин Фу. Релиз был закончен в Лос-Анджелесе в течение двух-трёх недель в Sunset Sound Recorders из-за желания Вагнера завершить работу, где The Doors “сделали свои лучшие вещи” и “окружение, окруженное всеми этими призраками гения”. Над дизайном релиза работал Александр Чоу фотографии для оформления релиза предаставили Эмбер и Эшли Чавес.

## Критика
После выхода альбом получил в целом положительные отзывы. На Metacritic, который присваивает нормируемый рейтинг из 100 обзоров основных критиков, альбом получил средний балл 73, на основе 17-ти рецензий, что характеризует как «В целом благоприятный отзыв».

## Список композиций
Слова и музыка всех песен — написаны Суне Роуз Вагнером.
| №                   | Название                | Длительность |
| ------------------- | ----------------------- | ------------ |
| 1.                  | «Young and Cold»        | 3:21         |
| 2.                  | «Observations»          | 4:30         |
| 3.                  | «Curse the Night»       | 3:21         |
| 4.                  | «The Enemy»             | 3:40         |
| 5.                  | «Sinking With the Sun»  | 3:32         |
| 6.                  | «She Owns the Streets»  | 3:02         |
| 7.                  | «Downtown»              | 2:49         |
| 8.                  | «You Hit Me (I'm Down)» | 3:45         |
| 9.                  | «Till the End»          | 3:22         |
| Общая длительность: | Общая длительность:     | 31:22        |

| №                   | Название            | Длительность |
| ------------------- | ------------------- | ------------ |
| 10.                 | «A Perfect Place»   | 2:47         |
| Общая длительность: | Общая длительность: | 34:09        |

| №                   | Название                           | Длительность |
| ------------------- | ---------------------------------- | ------------ |
| 11.                 | «She Owns the Streets» (видеоклип) | 3:06         |
| Общая длительность: | Общая длительность:                | 37:15        |

## Участники записи
- Суне Роуз Вагнер — продюсер, запись, сведение.
- Шэрин Фу — сопродюсер.
- Ричард Готтерер — продюсер.
- Джо ЛаПорта — мастеринг.
- Александр Чоу — дизайн.
- Эмбер Чавес — фотограф.
- Эшли Чавес — фотограф.

## История выпусков
| Страна                    | Дата              | Формат                             | Лейбл                     |
| ------------------------- | ----------------- | ---------------------------------- | ------------------------- |
| Канада                    | сентябрь 11, 2012 | CD, цифровое скачивание музыки, LP | Vice Records              |
| Соединённые Штаты Америки | сентябрь 11, 2012 | CD, цифровое скачивание музыки, LP | Vice Records              |
| Великобритания            | сентябрь 17, 2012 | CD, цифровое скачивание музыки, LP | The Orchard/The Beat Dies |